# Philemon der Jüngere
Philemon der Jüngere (altgriechisch Φιλήμων ὁ νεώτερος Philēmōn ho neōteros, lateinisch Philemo iunior) war ein griechischer Komödiendichter im 3. Jahrhundert v. Chr.

## Leben und Werke
Philemon der Jüngere war ein Sohn des Komödiendichters Philemon des Älteren. Er gewann mehrmals bei den städtischen Dionysien; die Suda berichtet, er sei wie sein Vater „auch selbst ein Komiker“ (altgriechisch καὶ αὐτὸς κωμικός kai autos kōmikos) gewesen und habe 54 Stücke verfasst. Die Liste der Sieger bei den Dionysien führt ihn mit sechs Siegen auf. Sein Name wurde auf dem entsprechenden Inschriftenteil C des agonothetischen Weihgeschenks 279/78 v. Chr. als letzter von der bis dorthin schreibenden Hand eingetragen. Später wurde die Inschrift erweitert, nachdem weitere Sieger hinzugekommen waren. Außer der Erwähnung in der Suda sind nur wenige literarische Spuren des jüngeren Philemon erhalten geblieben, darunter drei Zitate einiger Verse Philemons bei Athenaios. und Stobaios.
Inschriftlich ist im 2. Jahrhundert v. Chr. eine Komödie Phokeis (altgriechisch Φωκεῖς ‚Die Phoker‘) überliefert, deren Autor wohl der jüngere Philemon war. Ob der Teilnehmer an einem Komödienagon auf Delos im Jahr 280 v. Chr. namens Philemon der jüngere oder der ältere Komödiendichter war, ist unsicher.